# Lange Nacht der Kirchen
Die Lange Nacht der Kirchen ist eine gemeinsame Aktion verschiedener Kirchen, die an unterschiedlichen Orten seit etwa 2003 alljährlich im Sommer durchgeführt wird.

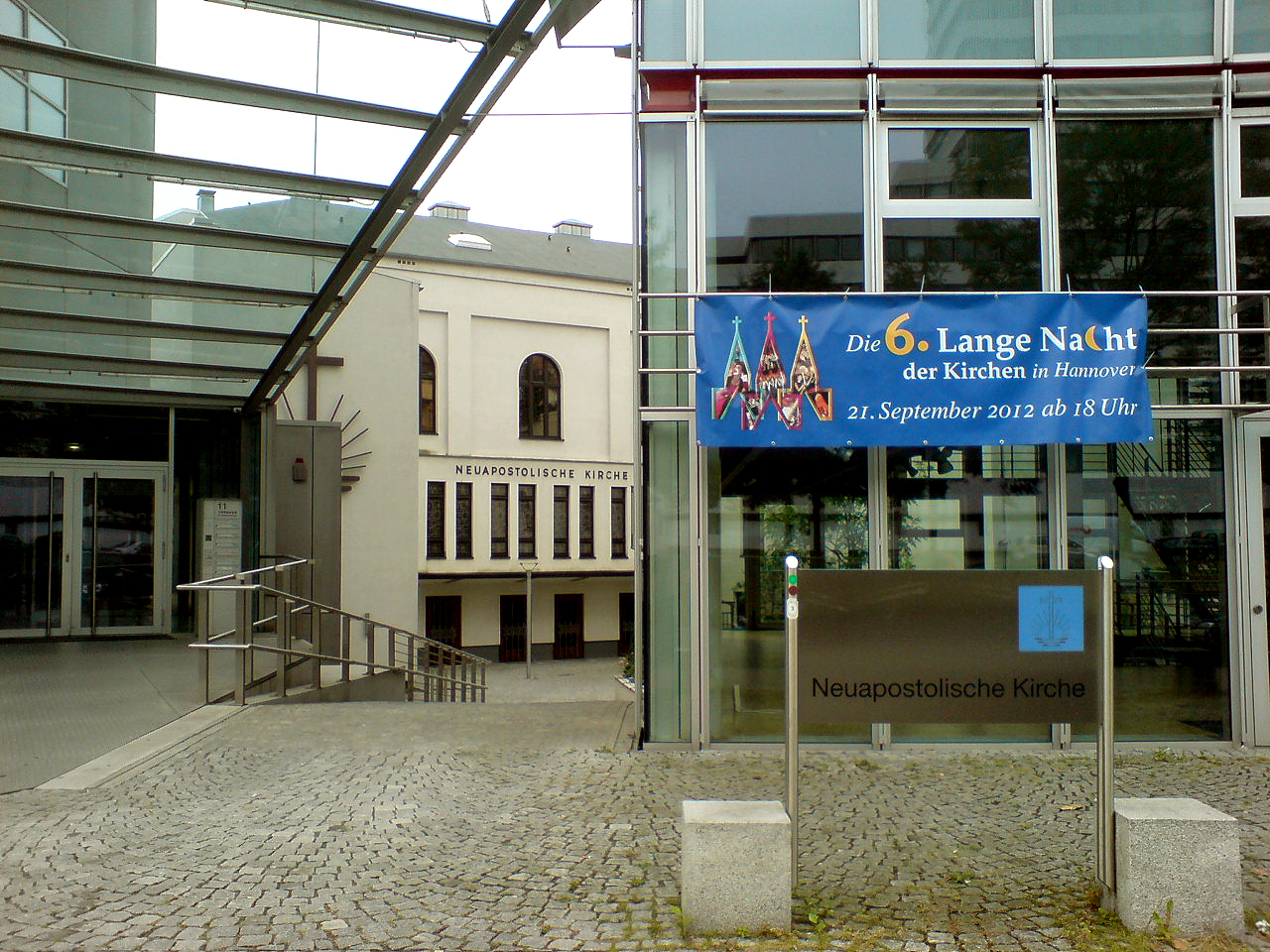
In Hannover fand die Lange Nacht der Kirchen am 21. September 2012 zum sechsten Mal statt

## Überblick
Die Bezeichnung lehnt sich an Aktionstage in der Veranstaltungsform der Langen Nächte (wie z. B. Lange Nacht der Museen, Lange Nacht der Forschung) an. Einerseits möchte sie interessierten Außenstehenden einen Blick „hinter die Kulissen“ bieten, andererseits Christen selbst die Vielfalt ihrer Gemeinschaften vor Augen führen und die Zusammenarbeit zwischen den Pfarreien fördern.

## Deutschland

### Berlin
Für Berlin und Brandenburg lädt der Ökumenische Rat Berlin-Brandenburg (ÖRBB) die Gemeinden seiner 33 Mitgliedskirchen (Stand 2024) seit 2002 dazu ein, sich von Pfingstsonntag auf Pfingstmontag an der "Nacht der offenen Kirchen" zu beteiligen. Dabei wird kein zentrales Motto vorgegeben und die einzelnen Gemeinden überlegen sich jeweils ein eigenes Programm. Einige Regionen oder Städte jedoch organisieren sich überkonfessionell zu einem selbstbestimmten Motto (bspw. Cottbus mit 12 unterschiedlichen Kirchen und Gemeinden).

### Frankfurt
Bereits seit 1995 gibt es die „Nacht der Kirchen“ in Frankfurt am Main. Daran beteiligen sich die evangelischen und katholischen Innenstadtkirchen sowie die Dreikönigskirche (Frankfurt) in Frankfurt-Sachsenhausen.

### Halle
Seit 2001 wird in Halle (Saale) durchgehend an jedem dritten Augustsamstag des Jahres die HALLESCHE NACHT DER KIRCHEN gefeiert. Sie ist damit die älteste Kirchennacht Mitteldeutschlands. Jährlich besuchen ca. 7500 Besucher dieses ökumenische Sommerfest. Es beteiligen sich durchschnittlich 50 Kirchen und Gemeindehäuser an der Kirchennacht. Veranstalter ist der Arbeitskreis Christlicher Kirchen in Halle (Saale).

### Hannover
Seit 2003 wird unter großer Beteiligung die „Lange Nacht der Kirchen in Hannover“ begangen. Ausgehend von der Initiative des Evangelisch-lutherischen Stadtkirchenverbandes Hannover sind auch andere christliche Kirchen- und Glaubensgemeinschaften unter dem Leitwort „Die Nacht ist nicht allein zum Schlafen da …“ zum Mitmachen eingeladen, so dass die Lange Nacht von Beginn an ökumenisch geprägt ist.
Zwischen 60 und 70 Kirchen sind in den vergangenen Jahren an den Nächten beteiligt gewesen. Ein umfangreiches Programmheft hilft bei der Orientierung, denn Hunderte von Einzelveranstaltungen im Spektrum zwischen kulturellen und kulinarischen Genüssen, zwischen Stille und Spektakel, zwischen Poesie und Politik, zwischen Schabernack und Spiritualität addieren sich jeweils zu einem facettenreichen Angebot von mehr als 400 Stunden. Dabei ist der Eintritt grundsätzlich frei.
„Wir wollen nach außen zeigen, was wir wollen, was wir können und was wir zu bieten haben“, umreißt Stadtsuperintendent Wolfgang Puschmann den Grundgedanken der „Langen Nacht“. Puschmann ist der geistliche Spitzenrepräsentant des Stadtkirchenverbandes und unter anderem Vorsitzender der Projektgruppe für die Lange Nacht der Kirchen, in denen „die Gotteshäuser die eigentlichen Stars sind“.
Die 1. Lange Nacht der Kirchen wurde am 5. September 2003 begangen. Bereits die Premiere in der niedersächsischen Landeshauptstadt übertraf alle Erwartungen. Mit rund 15.000 Besuchern hatten die Organisatoren gerechnet. Mehr als dreimal so viele wurden in den Kirchen gezählt.
Die 2. Lange Nacht der Kirchen am 3. September 2004 stimmte in Hannover auf den 30. Deutschen Evangelischen Kirchentag in Hannover ein, der im Mai 2005 Hunderttausende von Menschen zusammenführte. Bei diesem Treffen von Christen wurde in der Nacht zum Sonnabend eine Lange Kirchentagsnacht gefeiert.
Die 3. Lange Nacht der Kirchen am 8. September 2006 wurde erneut zu einem Streifzug durch die vielfältigen Möglichkeiten des kirchlichen (Er-)Lebens. Ehren- und hauptamtlich Mitarbeitende vermittelten mit enormem Engagement und hoher Kreativität einladende Gastfreundlichkeit der Kirchen, die ein attraktives Programm boten.
Eine weitere Premiere war die 4. Lange Nacht der Kirchen am 5. September 2008, die zugleich auf den „Vierten Internationalen Gospelkirchentag“ eingestimmt hat, der vom 5. bis 7. September 2008 mehr als 4000 Gospelsänger in Hannover zusammenführte. In 30 der mehr als 60 an der Langen Nacht beteiligten Kirchen wurde die zweite Hälfte der Nacht dem Gospel gewidmet. Mehr als 60 Chöre aus dem Bundesgebiet traten dabei auf.
In dem von Wolfgang Puschmann herausgegebenen Buch „Lange Nacht der Kirchen“ werden die zugrunde liegenden Konzepte erläutert, die Möglichkeiten und Grenzen des Formats „Lange Nacht“ diskutiert sowie die Erfahrungen reflektiert. Praktische Hinweise runden dieses Grundlagenwerk zur Langen Nacht der Kirchen ab.

### Hamburg
Die „Nacht der Kirchen Hamburg“ ist das größte Ökumenische Fest des Nordens. Seit 2004 öffnen jährlich etwa 140 Kirchen ihre Türen und laden zu vielgestaltigen Programmen, die jeweils unter einem Motto gebündelt werden wie z. B. „Es werde Licht“, „Mit himmlischen Klängen“ oder „Den Himmel erden“ ein.
Mit 69.000 Besuchern (im Jahr 2010) gehört die Nacht der Kirchen Hamburg zu den großen Kulturveranstaltungen der Hansestadt. Veranstalter sind die evangelischen Kirchen in Hamburg, das Erzbistum Hamburg, und die in der Arbeitsgemeinschaft Christlicher Kirchen in Hamburg zusammengeschlossenen Gemeinden.
Die Nacht der Kirchen Hamburg richtet sich besonders an Menschen, die ein distanziertes Verhältnis zur Kirche haben und zeigt die Kirchen einladend, ansprechend und offen.

### Saarland
Die erste saarlandweite ökumenischen Nacht der Kirchen fand im Jahr 2013 in 47 Kirchen statt. Der Eröffnungsgottesdienst wurde in der Saarbrücker Ludwigskirche abgehalten. Nach einer zweijährigen Pause infolge der Covid-19-Pandemie findet am 5. Juni 2022 wieder eine Nacht der Kirchen statt. Sie steht unter dem Motto „Hoffnungsvolle Wege“ Die Ministerpräsidentin Anke Rehlinger ist Schirmherrin der Veranstaltung, die in fast 50 Kirchen des Saarlandes stattfindet.

## Österreich

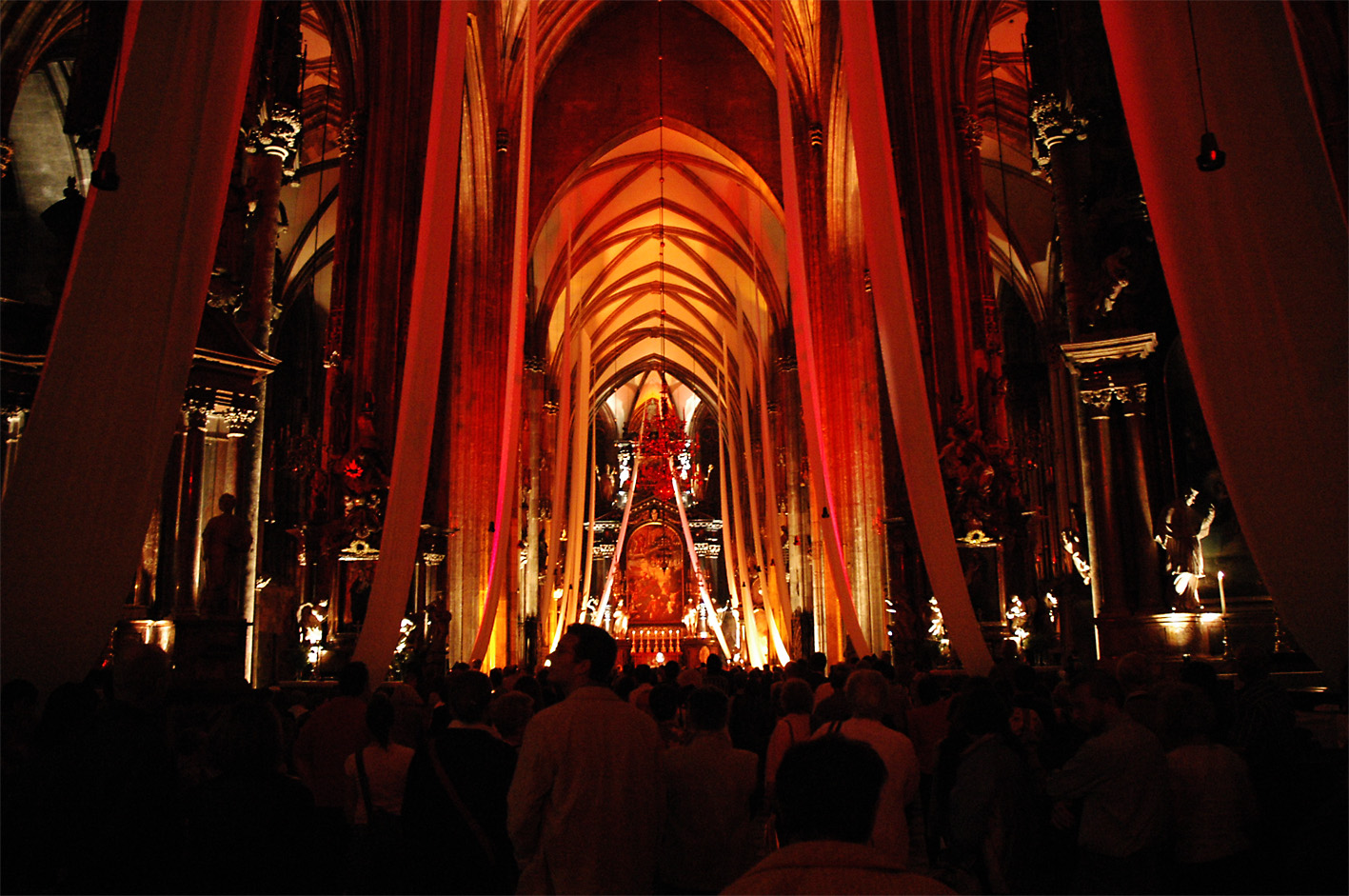
Blick in den Stephansdom in der Langen Nacht der Kirchen 2007

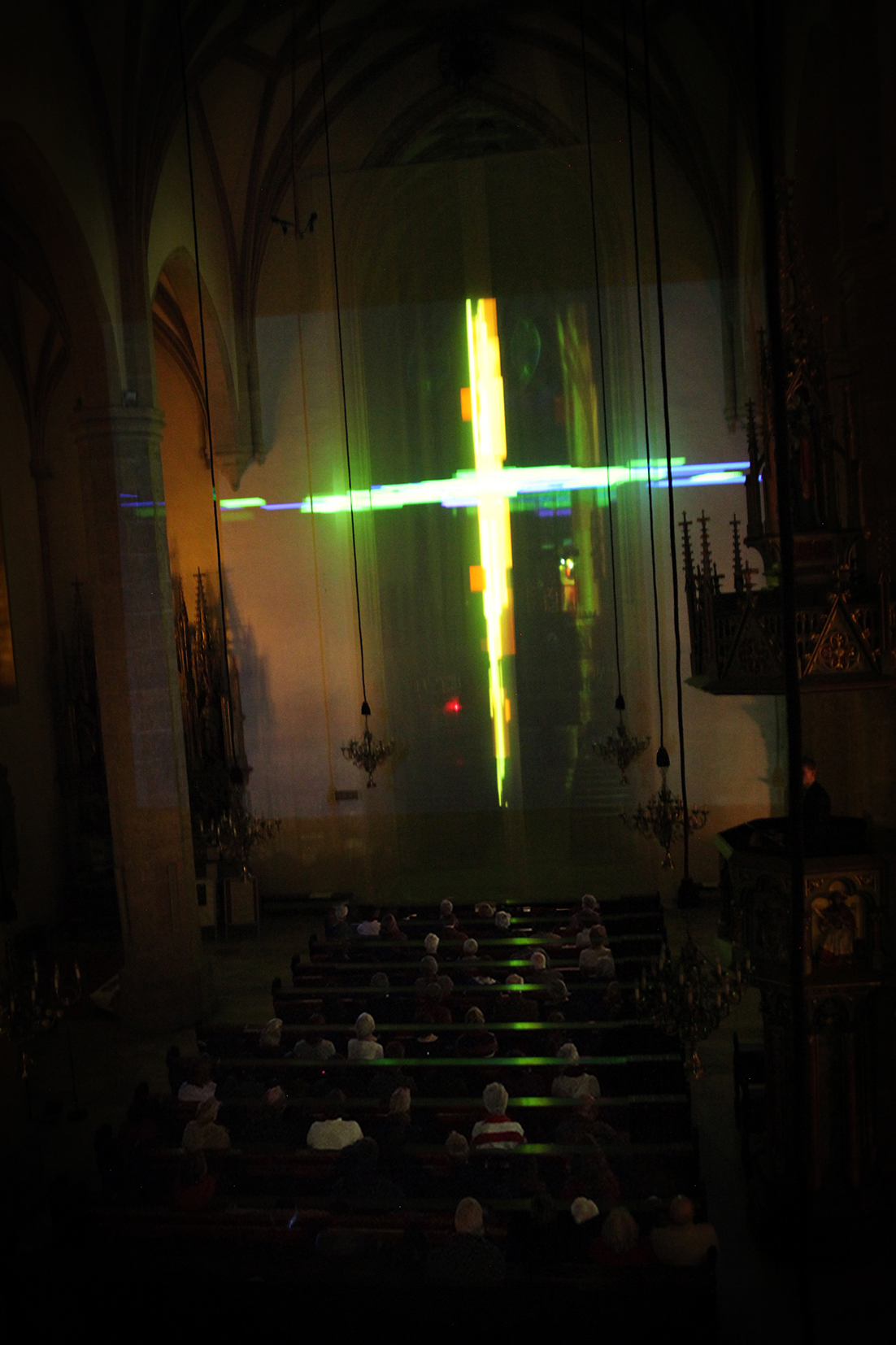
Videoinstallation Ursprung in der Stadtpfarrkirche zum Heiligen Blut, Graz als Teil der Langen Nacht der Kirchen in Österreich 2013

Die „Lange Nacht der Kirchen“ in Österreich ist eine gemeinsame Aktion aller 16 im Ökumenischen Rat der Kirchen vertretenen Kirchen, die seit 2005 alljährlich im Mai oder Juni durchgeführt wird. In den beiden ersten Jahren boten jeweils etwa 200 Kirchen bzw. Gemeinden über 1000 Veranstaltungen – alle bei freiem Eintritt – an, die von rund 100.000 bzw. 110.000 Menschen besucht wurden.
2006 war die „Lange Nacht“ am 9./10. Juni und stand unter einem Motto aus dem biblischen Buch der Richter (Ri 19,6): „Bleib' doch über Nacht und lass dein Herz guter Dinge sein“. Neben Wien fanden auch in anderen Orten Veranstaltungen statt, unter anderem in Oberösterreichs Hauptstadt Linz und in Wiener Neustadt.
Etwa 200 Kirchen öffneten um 18 Uhr nach 10 Minuten Glockengeläut ihre Tore und boten insgesamt 1100 Programmpunkte für Besucher an, die in einem lockeren Zyklus bis 1 Uhr oder auch länger wiederholt wurden. Am frühen Nachmittag gab es verschiedentlich Kinderprogramme, u. a. im Dom- und Diözesanmuseum. Viele Pfarreien boten spezielle Themen aus gesellschaftlichen oder seelsorgerlichen Bereichen zum Mittun, Meditieren oder Diskutieren an, Tanz- und Kirchenmusik (u. a. Mozart, Gospels oder Gregorianischen Gesang), aber auch Impulse für Zeiten der Stille oder für Ehepaare. Anderswo waren Kunstführungen, Gänge in den Untergrund oder das Ersteigen von Kirchtürmen möglich. Der Wiener Stephansdom präsentierte seinen gotischen, über 100 m langen Innenraum mit einer Lichtinstallation, nachdem er sich 2005 dem Thema Ökumene gewidmet hatte.
Am 1. Juni 2007 fand die Lange Nacht der Kirchen bereits zum dritten Mal statt. Unter dem Motto „Meine Seele sehnt sich nach dir in der Nacht, auch mein Geist ist voll Sehnsucht nach dir“ (Jes 26,9) kamen diesmal nicht nur in Wien, sondern auch in Linz, Graz, Klagenfurt und Salzburg insgesamt mehr als 160.000 Menschen in mehr als 260 offene Kirchen. Dabei wurden mehr als 1.500 Programmpunkte angeboten.
Besondere Aufmerksamkeit erhielt in Wien der Stephansdom, der mit einer Licht- und Tuchinstallation des deutschen Künstlers Stefan Knor unter dem Motto „Du hüllst Dich in Licht wie in ein Kleid“ (Psalm 104) in buntes Licht getaucht und für mehr als 40.000 Besucher zu einem Ort des Staunens wurde.
2008 wurde die „Lange Nacht der Kirchen“ am 30. Mai durchgeführt, an der sich erstmals alle zehn österreichischen Diözesen beteiligten. Sie stand unter dem Motto: „Ein Tag sagt es dem anderen, eine Nacht tut es der anderen kund“, ein Zitat aus Psalm 19, Vers 3. In mehr als 500 Kirchen wurde ein Programm angeboten. Die Zahl der Besucher in ganz Österreich wurde auf 275.000 geschätzt.
Bei der fünften „Lange Nacht der Kirchen“ am 5. Juni 2009 wurden österreichweit mehr als 3.000 Programmpunkte in mehr als 700 Kirchen angeboten. Die Veranstaltung stand unter dem Motto „Dein ist der Tag, dein auch die Nacht, hingestellt hast du Sonne und Mond“ (Ps. 74, 16). Die Zahl der Besucher wurde von den Veranstaltern auf 310.000 geschätzt.
Im Jahr 2009 sprang der Funke der „Langen Nacht der Kirchen“ auch ins benachbarte Ausland über. In Südtirol und Slowenien hatten einige Kirchen ihre Tore offen. Auch hier war die Begeisterung über die Veranstaltung groß.
Auch 2010 wurde die „Lange Nacht der Kirchen“ abgehalten. Am 28. Mai öffneten mehr als 700 Kirchen in Österreich die Pforten. Alle österreichischen Diözesen nahmen an der „Langen Nacht“ teil. Nach Schätzungen der Veranstalter waren es 350.000 Besucher in ganz Österreich.
Bei der „Langen Nacht der Kirchen“ am 27. Mai 2011 wurden 3.300 Einzelveranstaltungen in 715 Kirchen Österreichs angeboten. Die Zahl der Besucher wurde auf knapp 310.000 geschätzt. Zeitgleich öffneten neben der Tschechischen Republik auch im slowakischen Erzbistum Trnava etwa 100 Kirchen ihre Pforten. Einen Tag später luden 5 Kirchen in der ungarischen Stadt Sopron zur „Templomok Éjszakája“ ein.
Ähnlich der Langen Nacht der Kirchen wurde in Wien im November 2011 erstmals eine Lange Nacht der Moscheen, organisiert von der Islamischen Föderation Wien, durchgeführt.
Bei der „Langen Nacht der Kirchen“ am 1. Juni 2012 kamen mehr als 320.000 Besucher zu 2.600 unterschiedlichen Programmpunkten, am 24. Mai 2013 waren schätzungsweise mehr als 330.000 Menschen bei 3.250 Veranstaltungen in 739 Kirchen.
Die 10. Lange Nacht der Kirchen fand am 23. Mai 2014 statt. Insgesamt 762 Kirchen aller christlichen Konfessionen zwischen Arlberg und Neusiedlersee und in Südtirol nahmen mit mehr als 3200 Programmpunkten teil. In den sieben Stunden von 18 bis 1 Uhr wurden in den Kirchen insgesamt mehr als 4.500 Stunden Programm angeboten.
2015 wurde die 11. Lange Nacht der Kirchen am 29. Mai von über 350.000 Menschen besucht. In rund 800 geöffneten Kirchen, Klöster und Pfarrzentren in Österreich und Südtirol wurden mehr als 3200 Programmpunkte geboten. In Tschechien, Ungarn, der Slowakei und Estland waren zeitgleich knapp 1.600 Kirchen für Besucher geöffnet.
Die Lange Nacht der Kirchen 2016 fand am 10. Juni statt und wurde von 330.000 Menschen besucht.
2017 wurden am 9. Juni die Türen der Kirchen geöffnet. „Versöhnte Verschiedenheit“ nannte der Wiener Bischofsvikar Dariusz Schutzki als Stichwort für die 13. Auflage der bundesweit stattfindenden Veranstaltung. Passend dazu wurde auch das 500. Jubiläum der Reformation bei etlichen Programmpunkten gewürdigt.
Am Freitag, dem 25. Mai 2018, fand in ganz Österreich bereits zum 14. Mal die ökumenische „Lange Nacht der Kirchen“ statt. In den Pfarrkirchen, Pfarrhöfen oder an ungewöhnlichen Orten fand das Großprojekt unter dem Bibelleitwort: Auch blieben sie die Nacht über um das Haus Gottes. (1 Chr 9,27)" statt. Bei der wichtigsten ökumenischen Großveranstaltung mit landesweit 2.500 Programmpunkten in 620 Kirchen waren die Schwerpunkte das Gedenkjahr 2018 und soziales kirchliches Wirken.
Die 15. Lange Nacht der Kirchen war am 24. Mai 2019. Bei überraschend schönem Wetter waren wiederum mehr als 340.000 Menschen unterwegs um in den Kirchen und rund um die Kirchen am Programm teilzunehmen.

## Tschechien
Am 29. Mai 2009 wurde die erste „Noc kostelů“ in den Bistümern Brünn und Pilsen mit Veranstaltungen in 35 Kirchen durchgeführt. Am 28. Mai 2010 beteiligten sich alle tschechischen Bistümer an der „Noc kostelů“. Mehr als 200 Kirchen waren dabei geöffnet. Am 27. Mai 2011 waren mehr als 800 Kirchen an der „Noc kostelů“ beteiligt. Am 29. Mai 2015 wurde in weiten Landesteilen die „Noc kostelů“ veranstaltet.
Über 1800 Kirchen und Gotteshäuser waren während der Nacht der Kirchen 2023 für die Öffentlichkeit zugänglich.